# Бырлиджа, Даниэл
Джо́рдже Даниэ́л Бы́рлиджа (рум. George Daniel Bîrligea; род. 19 апреля 2000, Брэила) — румынский футболист, нападающий «Стяуа» и сборной Румынии.

## Клубная карьера
Бырлиджа — воспитанник клуба «Сантера Риболла» и «Палермо». В 2019 году перешёл в «Терамо». 12 января 2020 года в матче «Леонцио» он дебютировал за клуб. 22 февраля в поединке против «Риети» Бырлиджа забил первый гол за новый клуб.
22 января 2022 года, Даниэл стал игроком румынского клуба «ЧФР Клуж» 5 февраля в матче против «Университатя» он дебютировал в чемпионате Румынии. 27 февраля 2023 года в поединке против «Петролул» он забил первый гол за  «ЧФР Клуж».

## Международная карьера
В 2023 году в составе молодёжной сборной Румынии Бырлиджа принял участие в молодёжном чемпионате Европы. На турнире он сыграл в матчах группового этапа против Испании, Украины и Хорватии.
15 октября 2023 года в матче квалификации на ЧЕ 2024 против сборной Андорры Бырлиджа дебютировал в сборной Румынии.